# Olaf Tufte
Olaf Karl Tufte (* 27. April 1976 in Tønsberg) ist ein norwegischer Ruderer. Tufte war 2001 und 2003 Weltmeister im Einer, 2004 und 2008 gewann er in dieser Bootsklasse die olympische Goldmedaille. Außerdem gewann Tufte bei Olympischen Spielen je eine Silber- und Bronzemedaille im Doppelzweier sowie eine Silbermedaille und drei Bronzemedaillen bei Weltmeisterschaften.

## Sportliche Karriere
Olaf Tufte belegte 1994 bei den Juniorenweltmeisterschaften den sechsten Platz im Einer. 1995 trat er bei den U23-Weltmeisterschaften im Doppelvierer an und gewann die Silbermedaille. Bei seinem ersten Olympiastart 1996 in Atlanta erreichte er mit dem norwegischen Vierer ohne Steuermann den achten Platz. Nach dem dreizehnten Platz mit dem norwegischen Doppelvierer bei den Weltmeisterschaften 1997 und dem sechsten Platz 1998 in Köln im Vierer ohne Steuermann bildete Tufte 1999 einen Doppelzweier mit Fredrik Bekken. Bei den Weltmeisterschaften 1999 gewannen die beiden die Bronzemedaille hinter den Slowenen Iztok Čop und Luka Špik sowie den Deutschen Sebastian Mayer und Stefan Roehnert, wobei sie im Ziel nur fünf Hundertstelsekunden Rückstand auf die beiden Deutschen hatten. Im Finale der Olympischen Spiele 2000 siegten ebenfalls die beiden Slowenen. Im Ziel hatten sie etwas über eine Sekunde Vorsprung auf Bekken und Tufte, die ihrerseits zweieinhalb Sekunden Vorsprung auf die italienischen Bronzemedaillengewinner erruderten.
2001 wechselte Tufte in den Einer und gewann 2001 in Luzern bei seinen ersten Weltmeisterschaften in der neuen Bootsklasse auf Anhieb den Titel vor Iztok Čop und dem Tschechen Václav Chalupa. Bei den Weltmeisterschaften 2002 in Sevilla siegte der Deutsche Marcel Hacker vor Čop und Tufte. Seinen zweiten Weltmeistertitel gewann Tufte 2003 in Mailand vor Hacker und Čop. Im Finale der Olympischen Spiele 2004 fehlten seine beiden Kontrahenten der Vorjahre: während Iztok Čop zusammen mit Luka Špik im Doppelzweier antrat und die Silbermedaille gewann, verpasste Hacker das A-Finale im Einer und belegte den siebten Platz. Olaf Tufte gewann die Goldmedaille mit zwei Sekunden Vorsprung auf den Esten Jüri Jaanson, Bronze erhielt der Bulgare Iwo Janakiew.
Bei den Weltmeisterschaften 2005 in Japan setzten sich die drei Medaillengewinner im Einerwettbewerb frühzeitig vom restlichen Feld ab. Es gewann der Neuseeländer Mahé Drysdale mit knapp zwei Sekunden Vorsprung auf Tufte, der seinerseits fast drei Sekunden Vorsprung auf den Tschechen Ondřej Synek hatte. Mit sieben Sekunden Rückstand auf Synek erreichte der Belgier Tim Maeyens als Vierter das Ziel. Drysdale, Synek und Tufte dominierten den Einer für die nächsten zehn Jahre: Alle Goldmedaillen bei Olympischen Spielen und Weltmeisterschaften gingen an einen der drei Ruderer, außer 2013 standen immer mindestens zwei Ruderer aus dem Trio auf dem Siegerpodest.
2006 bei den Weltmeisterschaften in Eton siegte Drysdale mit neun Hundertstelsekunden Vorsprung auf Marcel Hacker, Synek erhielt die Bronzemedaille mit anderthalb Sekunden Vorsprung auf den viertplatzierten Tufte. 2007 in München siegte Drysdale vor Synek und Tufte. Bei den Olympischen Spielen 2008 in Peking gewann Tufte seinen Vorlauf und sein Viertelfinale. Im Halbfinale siegte der Schwede Lassi Karonen vor Tufte und Maeyens, aus dem anderen Halbfinale erreichten Synek, der Brite Alan Campbell und Drysdale das Finale. Im Finale am 16. August 2008 ergab sich ein recht enger Einlauf, alle sechs Ruderer lagen im Ziel weniger als acht Sekunden auseinander. Olaf Tufte gewann seine zweite olympische Goldmedaille mit weniger als einer Sekunde vor Synek, weniger als eine Sekunde hinter Synek erreichte Drysdale das Ziel und erhielt Bronze.
Olaf Tufte gewann in den nächsten Jahren keine Medaille bei Weltmeisterschaften, erreichte aber jedes Jahr das A-Finale. Er belegte den sechsten Platz 2009 in Posen, den vierten Platz 2010 in Neuseeland und den sechsten Platz 2011 in Bled. Erst bei den Olympischen Spielen 2012 in London verpasste er auch das A-Finale und belegte in der Gesamtwertung den neunten Platz.
Die Saison 2013 ließ Olaf Tufte aus, 2014 erreichte er im Einer das C-Finale bei den Europameisterschaften und bei den Weltmeisterschaften. 2015 gewann Tufte bei den Europameisterschaften in Posen seine erste internationale Medaille seit dem Olympiasieg 2008, als er Bronze hinter dem Kroaten Damir Martin und Ondřej Synek erhielt. Bei den Weltmeisterschaften 2015 siegte Synek vor Drysdale und dem Litauer Mindaugas Griškonis, sechs Sekunden hinter dem Litauer kam Tufte als Vierter ins Ziel und lag knapp vor dem Europameister Martin.
2016 wechselte der mittlerweile 40-jährigen Olaf Tufte zu Kjetil Borch in den Doppelzweier, Borchs bisheriger Partner Nils Jakob Hoff übernahm den olympischen Qualifikationsplatz im Einer, den Tufte 2015 mit dem vierten Platz bei den Weltmeisterschaften erkämpft hatte. Borch und Tufte belegten den fünften Platz bei den Europameisterschaften 2016 und siegten in der Olympiaqualifikation in Luzern. Bei den Olympischen Spielen 2016 in Rio de Janeiro gewannen Borch und Tufte die Bronzemedaille hinter den Doppelzweiern aus Kroatien und Litauen.
2017 belegte Tufte den fünften Platz im Doppelvierer bei den Europameisterschaften und den fünften Platz im Doppelzweier bei den Weltmeisterschaften. Zwei Jahre später war er Fünfter im Doppelvierer bei den Europameisterschaften 2019 und Siebter im Doppelvierer bei den Weltmeisterschaften. Bei den Olympischen Spielen in Tokio ruderte Tufte auf den neunten Platz im Doppelvierer.

## Ehrungen und Privates
2001 gewann er die Wahl zu Norwegens Sportler des Jahres sowie die Aftenposten-Goldmedaille, 2008 den Fearnleys olympiske ærespris.
Neben der Saison verdient er seinen Lebensunterhalt als Landwirt auf dem Hof seiner Familie in Horten. Darüber hinaus ist er Athletenbotschafter der Entwicklungshilfeorganisation Right to Play.